# Biočić
Biočić je naselje u sastavu Grada Drniša, u Šibensko-kninskoj županiji. Nalazi se 8 kilometara sjeveroistočno od Drniša. 
Naselje se nalazi u sjeveroistočnom dijelu Petrovog polja, u podnožju planine Svilaje.

## Povijest
Biočić se od 1991. do 1995. godine nalazio pod srpskom okupacijom.

## Stanovništvo
Prema popisu iz 2011. godine naselje je imalo 129 stanovnika.
| broj stanovnika | 755   | 667   | 581   | 698   | 791   | 883   | 760   | 839   | 863   | 819   | 765   | 599   | 461   | 401   | 145   | 129   | 78    |
|                 | 1857. | 1869. | 1880. | 1890. | 1900. | 1910. | 1921. | 1931. | 1948. | 1953. | 1961. | 1971. | 1981. | 1991. | 2001. | 2011. | 2021. |